# Christian Robini
Christian Robini (* 11. Januar 1946 in Lantosque; † 29. September 2001 in Nizza) war ein französischer Radrennfahrer.

## Sportliche Laufbahn
Robini gewann als Amateur 1967 die Tour de l’Avenir. Zuvor hatte er beim Sieg von Daniel Ducreux im Rennen Paris–Evreux, einem traditionsreichen Amateurrennen zur Saisoneröffnung, den dritten Platz belegt. Weitere dritte Plätze holte er in den Rennen Paris–Saint-Pourçain, Trophée Peugeot und in der Jahreswertung der französischen Amateure Mérite Veldor.
1968 wurde er Berufsfahrer im Radsportteam Mercier-BP-Hutchinson. 1968 schied er auf der 4. Etappe der Tour de France aus.